# نصف‌النهار ۹ درجه شرقی

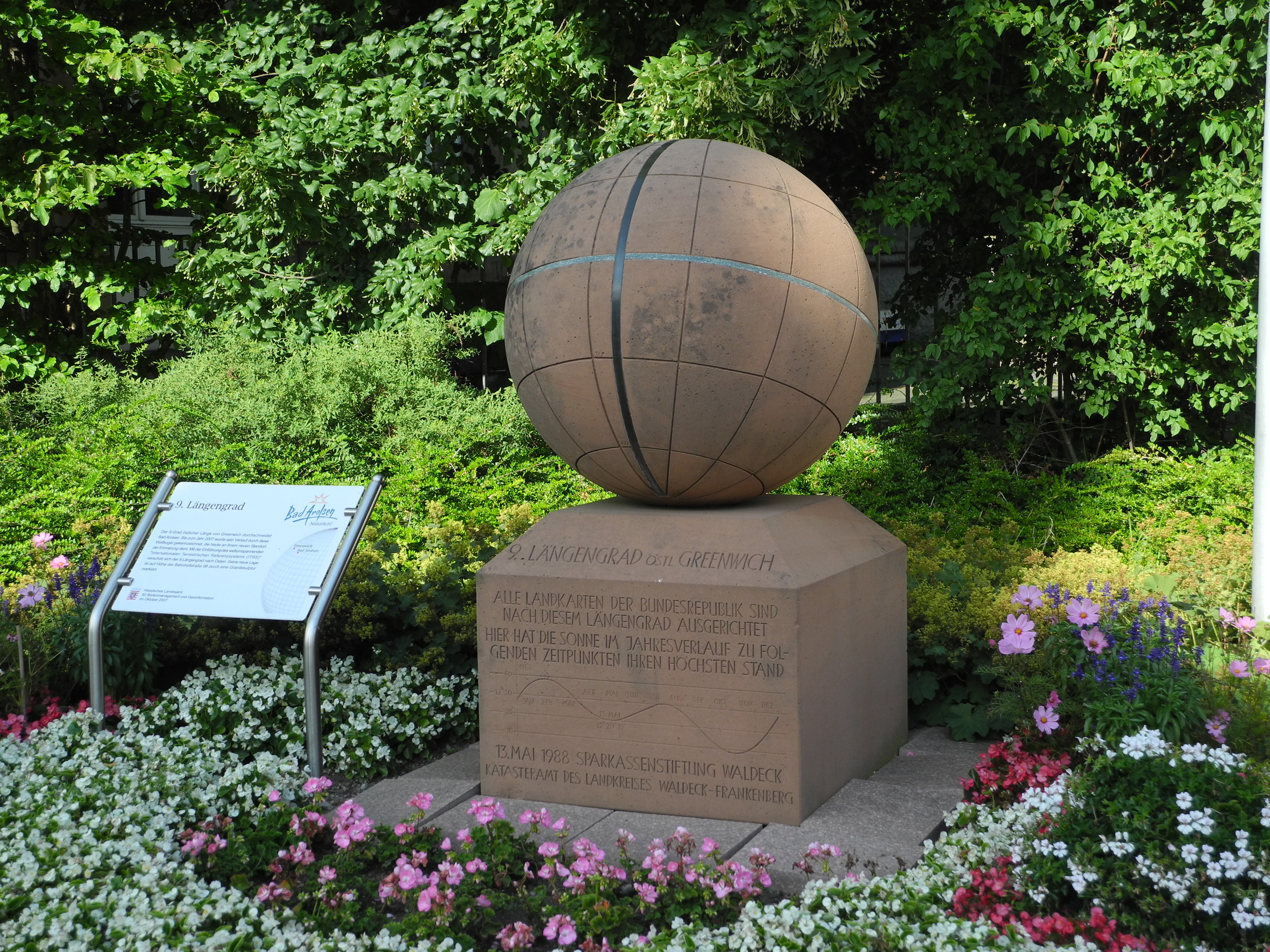
محل عبور نصف‌النهار ۹ درجه شرقی از ایالت هسن آلمان

نصف‌النهار ۹ درجه شرقی ۹مین نصف‌النهار شرقی از گرینویچ است که از لحاظ زمانی ۰ساعت و ۳۶دقیقه با گرینویچ اختلاف زمانی دارد.
این نصف‌النهار از قطب شمال شروع و از مناطق زیر گذشته و به قطب جنوب ختم می‌شود.
- قاره اروپا
- قاره آفریقا
- اقیانوس اطلس